# Ammurapi
Ammurapi (przełom XIII/XII w. p.n.e.) – król Ugarit, ostatni władca tego miasta. Był wasalem hetyckiego króla Suppiluliumy II i hetyckiego wicekróla Karkemiszu Talmi-Teszupa. Przez pewien czas jego małżonką była hetycka księżniczka Ehli-Nikkal, ale małżeństwo to zakończyło się rozwodem. Najprawdopodobniej wciąż był królem, kiedy Ugarit zostało zniszczone, jak się przypuszcza w wyniku trzęsienia ziemi lub wrogiego najazdu.